# Lista de rainhas do Mónaco
Esta é uma lista de rainhas do Mónaco; quase todas foram consortes de seus maridos reinantes, mas aquelas que governaram de facto vão indicadas a negrito.

## Senhora do Mónaco
|  | De   | Até  | Nome                                   | Casa originária | Esposa de                   |
|  | ---- | ---- | -------------------------------------- | --------------- | --------------------------- |
|  | 1297 | 1301 | Aurelia del Carretto                   | Carretto        | François I                  |
|  |      |      | Salvatica del Carretto                 | Carretto        | Rainier I, Senhor do Mónaco |
|  |      |      | Margherita Ruffo dei Conti di Sinopoli | Sinopoli        | Rainier I, Senhor do Mónaco |
|  |      |      | Andriola Grillo                        | Grillo          | Rainier I, Senhor do Mónaco |

## Senhoras do Mónaco
|      | De   | Até | Nome              | Casa originária | Esposa de |
| ---- | ---- | --- | ----------------- | --------------- | --------- |
| 1331 | 1357 |     | Lucchina Spinola  | Spinola         | Carlos I  |
| 1352 | 1357 |     | Maria del Caretto |                 |           |